# 鬼追人3
《鬼追人3》（英語：Phantasm III: Lord of the Dead）是一部1994年美国科學奇幻恐怖電影，是《鬼追人》系列的第二部续集，由唐·科斯卡雷利（Don Coscarelli）编剧并执导。影片主演有安格斯·斯克里姆（Angus Scrimm）饰演“高个子”（The Tall Man）、雷吉·班尼斯特（Reggie Bannister）和A·迈克尔·鲍德温（A. Michael Baldwin）。该片的续集为《鬼追人4》。

## 剧情
在前作结尾“高个子”看似被消灭后，一个新的“高个子”通过次元之门出现。与此同时，雷吉从载着迈克和莉兹的灵车中被抛出，眼睁睁看着灵车爆炸。雷吉发现莉兹已经死亡，但成功救下了迈克，用手榴弹威胁“高个子”，警告他若不放人，就同归于尽。“高个子”被迫撤退，带走了莉兹的头颅，但承诺会在迈克恢复后回来。
两年后，迈克昏迷住院，在瀕死經驗中见到了已故的哥哥乔迪，但很快被“高个子”打断。迈克醒来后遭到一名恶魔护士的袭击，但他迅速制服了对方。雷吉赶到医院，目睹护士死亡后，头骨裂开，一个银色飞球从她的头部飞出并逃走。在雷吉的家中，“高个子”通过次元之门现身，轻易制服了雷吉，将乔迪变成一颗焦黑的飞球，然后带走了迈克。
次日清晨，雷吉前往乔迪的飞球提到的爱达荷州霍尔茨维尔。到达后，他发现这里成了一座鬼鎮，并被三名劫匪绑架，锁进了他的1970款巴拉库达汽车后备箱。后来，他被一个名叫蒂姆的少年救出。蒂姆在劫匪闯入他家时，杀死了他们。两人将尸体埋葬在庭院中，蒂姆向雷吉讲述了“高个子”如何摧毁霍尔茨维尔并夺走了他的父母。翌日早晨，雷吉和蒂姆发现劫匪的坟墓空了，他们的粉色灵车也消失了。
离开霍尔茨维尔后，雷吉试图将蒂姆送到孤儿院，但蒂姆偷偷藏在他的车后备箱里。雷吉在一座陵墓中遇到了一颗飞球，在试图摧毁它时遭到两名年轻女子塔妮莎和洛奇的袭击。雷吉警告她们有危险，但塔妮莎被飞球杀害。蒂姆现身，用手枪摧毁了飞球。三人决定联手，很快发现一支由“墓地使者”驾驶的灵车车队，于是决定跟踪他们。夜晚，他们在野外露营时，乔迪出现在雷吉的梦中，将他带到“高个子”的巢穴，三人成功救出迈克。雷吉醒来后，乔迪打开了一个传送门，让迈克逃了出来。“高个子”试图追赶，但雷吉关闭了传送门，切断了“高个子”的双手。
在与“高个子”的手下（包括死而复生的劫匪）激战后，他们进入了波尔顿市的一个大型陵墓，在其中发现了一个冷冻中心。迈克回忆起“高个子”畏惧寒冷。雷吉、洛奇和蒂姆被分散开来，分别遭遇袭击，而迈克则通过心灵感应与乔迪的飞球交流。乔迪透露“高个子”正在收集大军，准备征服各个次元；他们目睹“高个子”将死者的大脑封入飞球中。“高个子”察觉到他们的存在，重新俘获了迈克。随后，劫匪将蒂姆绑在担架上推了进来，迈克试图警告他，但自己已被麻痹无法行动。洛奇击败了她的袭击者，帮助雷吉解围；乔迪的飞球救出蒂姆，杀死了剩下的劫匪。
三人闯入防腐室，正赶上“高个子”正在对迈克进行手术。洛奇用浸泡过液氮的长矛刺穿“高个子”，将他锁进冷冻室。然而，一颗金色飞球从“高个子”的头颅中飞出并袭击众人。雷吉用马桶吸盘困住飞球，将其浸入液氮罐中。与此同时，迈克发现自己的血变成了黄色，还在皮肤下发现了一颗金色飞球。他的眼睛变成银色的球体，开始畏惧寒冷。他逃跑时警告雷吉不要靠近自己。乔迪向雷吉说了一些神秘的话后，也变回飞球离开了。
洛奇决定独自离开，驾驶一辆灵车离去。蒂姆告诉雷吉，迈克曾试图警告他们，而现在成千上万颗飞球正在待命。此时飞球将雷吉钉在墙上。雷吉让蒂姆逃跑，但一个新的“高个子”突然出现，而蒂姆则被冷冻室中的丧尸拖入玻璃窗中，生死未卜。

## 演员
- 安格斯·斯克里姆（Angus Scrimm） 饰 “高个子”（The Tall Man）
- A·迈克尔·鲍德温（A. Michael Baldwin） 饰 迈克·皮尔森（Mike Pearson）
- 雷吉·班尼斯特（Reggie Bannister） 饰 雷吉（Reggie）
- 比尔·索恩伯里（Bill Thornbury） 饰 乔迪·皮尔森（Jody Pearson）
- 凯文·康纳斯（Kevin Connors） 饰 蒂姆（Tim）
- 格洛丽娅·琳·亨利（Gloria Lynne Henry） 饰 洛奇（Rocky）
- 辛迪·安布尔（Cindy Ambuehl） 饰 埃德娜（Edna）
- 布鲁克斯·加德纳（Brooks Gardner） 饰 鲁弗斯（Rufus）
- 约翰·戴维斯·钱德勒（John Davis Chandler） 饰 亨利（Henry）
- 克莱尔·贝内代克（Claire Benedek） 饰 蒂姆的母亲
- 莎拉·斯科特·戴维斯（Sarah Scott Davis） 饰 塔妮莎（Tanesha）

## 制作
由于制片厂的干预，A·迈克尔·鲍德温未能参演第二部电影，但在《鬼追人3》中回归。本片的飞球特效由凯里·普赖尔（Kerry Prior）负责。

## 发行
本片于1994年5月在巴吞鲁日和圣路易斯两个市场进行了为期两周的短暂院线放映。在这两个地区，《鬼追人3》都是当时票房最高的电影。然而，据雷吉·班尼斯特透露，环球影业由于与导演唐·科斯卡雷利的矛盾，拒绝让影片进行大规模院线发行。之后，电影于1994年10月直接发行录像带。1996年，《洛杉磯時報》报道称，《鬼追人3》是当年销量前100名的直销录像作品之一。
2007年，Anchor Bay Entertainment 发行了本片的未分级版本，其中收录A·迈克尔·鲍德温和安格斯·斯克里姆的音频评论、一段删除片段，以及幕后制作花絮。

## 评价
根据爛番茄的数据，《鬼追人3》在10位受访影评人中获得了40%的好评率，平均评分为4.57/10。Fearnet的斯科特·温伯格（Scott Weinberg）评论称，虽然续集的冲击力不如原作，但依然充满乐趣。DreadCentral的史蒂夫·巴顿（Steve Barton）给本片打出了3.5/5星的评价，认为影片的幽默元素有时能成功，但也有失误之处。
本片荣获Fangoria“电锯奖”（Chainsaw Award）的最佳限量上映电影奖。